# Université Polytechnique de Bobo-Dioulasso
De Technische Universiteit van Bobo-Dioulasso (Frans: Université Polytechnique de Bobo-Dioulasso, afgekort UPB) is een technische universiteit in Nasso, in de regio Hauts-Bassins in het westen van Burkina Faso. De universiteit ligt zo'n vijftien kilometer van Bobo-Dioulasso, de hoofdstad van de regio, vandaan. De oprichting vond plaats in 1997 en richt zich op hoger onderwijs en onderzoek. Ze wordt aangemerkt als een Openbare Instelling van de Staat voor Wetenschap, Cultuur en Techniek (Etablissement public de l’Etat à caractère scientifique, culturel et technique, EPSCT), wat de universiteit bestuurlijk en financieel onafhankelijk maakt. Volgens de ranking van Webometrics is het de derde universiteit van Burkina Faso en staat ze op plek 270 in Afrika en wereldwijd op plek 12174.

## Geschiedenis
Op 19 september 1995 werd in Nasso het Centre Universitaire Polytechnique de Bobo-Dioulasso (CUPB) opgericht. Op 16 mei 1997 werd dit instituut omgevormd tot de Universiteit van Bobo-Dioulasso. De oprichting van deze universiteit was een reactie op een vraag vanuit de samenleving, waar de behoefte ontstond aan een instituut voor hoger onderwijs dat zich in een ander deel van het land dan de hoofdstad bevond.

## Missie en doelen
De missie van de universiteit is de ontwikkeling van en overdracht van kennis naar mannen en vrouwen om aan de behoefte van het land te voldoen. Ook wordt de decentralisatie van instellingen voor hoger onderwijs en de aansluiting aan de arbeidsmarkt in de sociaal-economische en culturele sector als belangrijk punt beschouwd.
De Universiteit van Bobo-Dioulasso stelt zich als doelen het creëren van een goed team van medewerkers in het algemeen en in hun vakgebieden in het bijzonder, het doen van wetenschappelijk onderzoek en het verspreiden van de resultaten, het verhogen van het technische, wetenschappelijke en culturele niveau van de studenten zodat ze goed passen in de arbeidsmarkt en de productiesector, het verzorgen van diploma's, en het verbeteren van de vaardigheden binnen alle sectoren van het land.

## Instituten en onderzoekscentra
De universiteit bestaat uit vijf onderzoeksinstituten, één école en drie onderzoekscentra. Dit zijn:

### Instituten
- Institut universitaire de technologie (IUT) - technisch instituut
- Institut du développement rural (IDR) - plattelandsontwikkeling
- Institut des sciences de la nature et de la vie (ISNV) - natuur- en levenswetenschappen
- Institut des sciences exactes et appliquées (ISEA) - toegepaste exacte wetenschappen
- Institut supérieur des sciences de la santé (INSSA) - gezondheidswetenschappen

### École
- École supérieure d’informatique (ESI) - informatica

### Onderzoekscentra
- Laboratoire d'études des ressources naturelles et des sciences de l'environnement (LERNSE) - voor natuurlijke bronnen en milieuwetenschappen
- Laboratoire de recherche et d'enseignement en santé et biotechnologies animales (LARESBA) - voor diergeneeskunde en biotechnologie
- Groupe d'études et de recherches en mécanique et énergétique (GERME) - voor mechanica en energie